# Soroca rajon
Soroca rajon är ett distrikt i norra Moldavien med en yta på 865 km² och över 100 000 invånare (2011). Största stad och administrativ huvudort är Soroca.